# 福克斯霍姆鎮區 (明尼蘇達州威爾金縣)
福克斯霍姆鎮區（英語：Foxhome Township）是位於美國明尼蘇達州威爾金縣的一個行政鎮區。

## 地方資料
福克斯霍姆鎮區的面積為90.52平方千米，當中陸地面積為90.51平方千米，而水域面積為0.01平方千米。根據2020年美國人口普查的數據，當地共有人口104人，而人口密度為每平方千米1.15人。